# Lunchpakket
Een lunchpakket is een van tevoren bereide koude maaltijd, die meegenomen kan worden naar school, of naar de werkplek. Het lunchpakket wordt zoals de naam aangeeft genuttigd rond het middaguur, als lunch.
Het hoofdbestanddeel van een lunchpakket is meestal brood, met zoet of hartig beleg. Dit wordt vaak aangevuld met een stuk fruit en een koude drank, zoals melk, frisdrank of vruchtensap.
Een lunchpakket wordt meestal meegenomen in een brooddoos of boterhamzakje.